# 西庇阿森特 (紐約州)
西庇阿森特（英語：Scipio Center）是位於美國紐約州卡尤加縣的非建制地區。

## 歷史
西庇阿森特的郵局自1934年營運至今。

## 地理
西庇阿森特所處的海拔為高於海平面363米（即1191英呎），而該地所採用的時區為UTC-5，即北美东部时区（EST）。同時該地設有夏令時間，為UTC-5調快一小時，即UTC-4（EDT）。